# Préfecture de Kpendjal
La préfecture de Kpendjal  est une préfecture du Togo, située dans la région des Savanes.
Son chef-lieu est Mandouri.

## Géographie
Elle est située au nord du Togo. Elle est limitrophe du Ghana à l'ouest, du Burkina Faso (province de Koulpelogo) au nord et de la préfecture de l'Oti au sud.
Elle est traversée par le fleuve Oti.
Le paysage est formé de savanes basses et assez arides.

## Démographie
Sa population estimée (2002) est de 108 000 habitants. La population est formée majoritairement par les ethnies moba et peuhl. 

## Économie

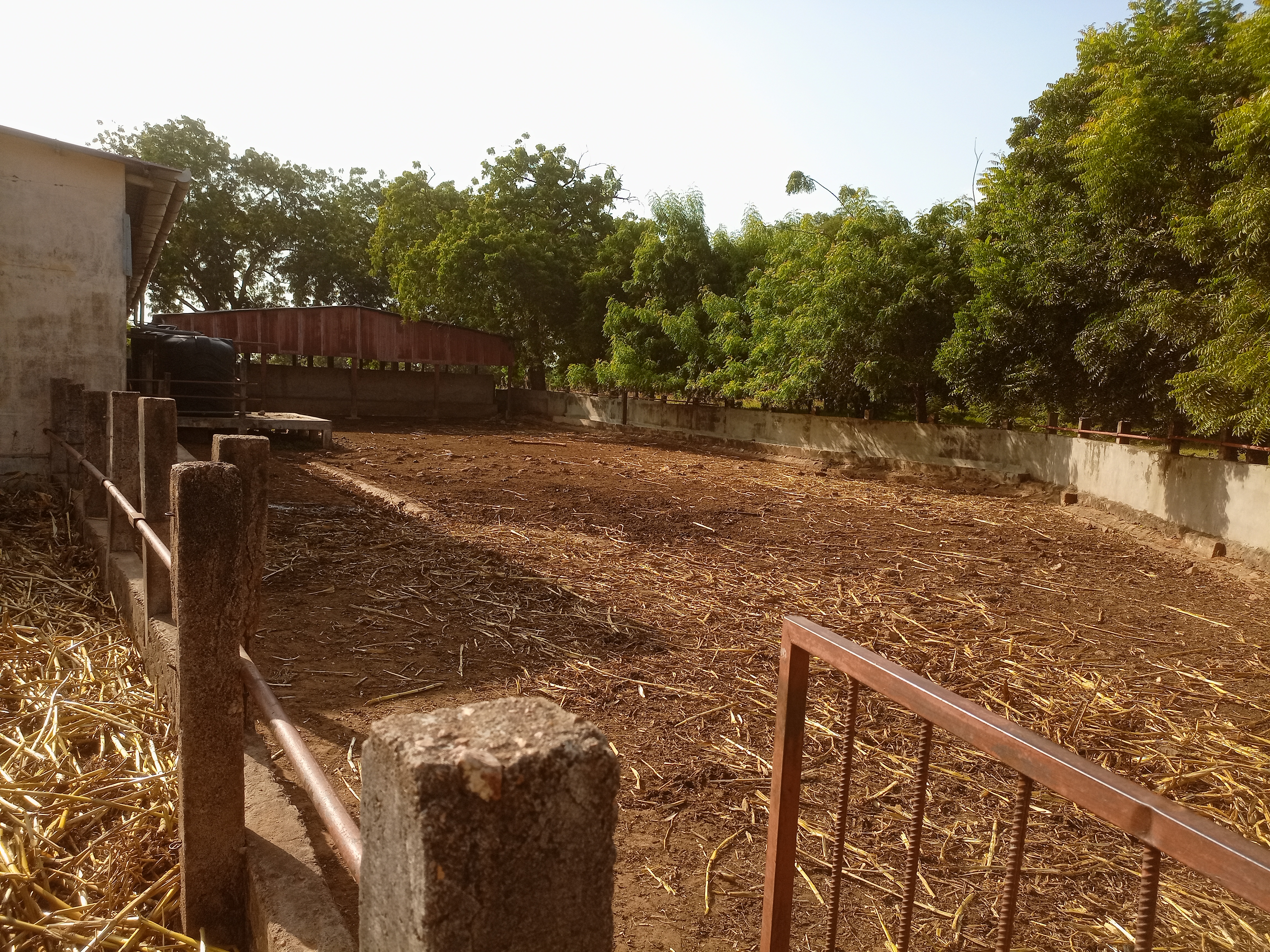
Parc à bovins.

Les zones rurales vivent de l'élevage extensif et des cultures vivrières de l'igname et du manioc.